# Norberto Méndez
Norberto Doroteo Méndez (Buenos Aires, 5 gennaio 1923 – Buenos Aires, 22 giugno 1998) è stato un calciatore argentino.

## Carriera
Nato nel sobborgo di Pompeya a Buenos Aires, Méndez esordì nel calcio professionistico nel 1940, vestendo la maglia dell'Huracán. Formò per alcuni anni un temibile terzetto d'attacco con Emilio Baldonedo ed Herminio Masantonio, disputando con el Globo ben 7 stagioni (trovandosi, per alcune partite, compagno di squadra anche di Alfredo Di Stéfano).
Nel 1948 Méndez si trasferì al Racing Avellaneda, con cui conquistò due campionati argentini consecutivi 1949 e 1950.
Passato al Tigre per due stagioni nel 1955, già nel 1957 fece ritorno all'Huracán, con cui chiuse la carriera nel 1958.
Nella nazionale argentina Méndez si è distinto come uno dei massimi goleador di tutti i tempi. Trionfò nelle edizioni del 1945, del 1946 e del 1947 del Campeonato Sudamericano (corrispondente all'attuale Coppa America), risultando anche capocannoniere nella prima. Ma soprattutto, con 17 reti realizzate complessivamente, Méndez è ancora oggi, assieme al brasiliano Zizinho, il miglior realizzatore di sempre della storia della Coppa America.

## Palmarès

### Club

#### Competizioni nazionali
- Campionato argentino: 2

Racing Avellaneda: 1949, 1950
- Copa Adrián Escobar: 2

Huracán: 1942, 1943
- Copa Británica: 1

Huracán: 1944

### Nazionale
- Coppa America: 3

Cile 1945, Argentina 1946, Ecuador 1947
- Copa Lipton: 1

1945
- Copa Newton: 1

1945
- Copa Rosa Chevallier Boutell: 2

1945-I, 1950